# 巴克兰山脊
巴克兰山脊（Dorsum Buckland）是月球上一道沿澄海西侧的海摩斯山脉分布的大型皱岭，它发端于苏尔皮基乌斯·盖路斯陨石坑以北，呈弧形向东南方延伸，直至接近阿切鲁西亚岬（Promontorium Archerusia）以北的利斯特山脊。该山脊的中心月面坐标为20°24′N 12°48′E / 20.4°N 12.8°E，全长380公里，其名称取自十八世纪英国地质学家威廉·巴克兰（1784年3月12日-1856年8月14日），1976年该名称被国际天文联合会正式批准接受。
巴克兰山脊高约200-300米，形成于来自月海中心附近的挤压应力，可能是一座被掩埋的盆地结构。